# Red Hand Defenders

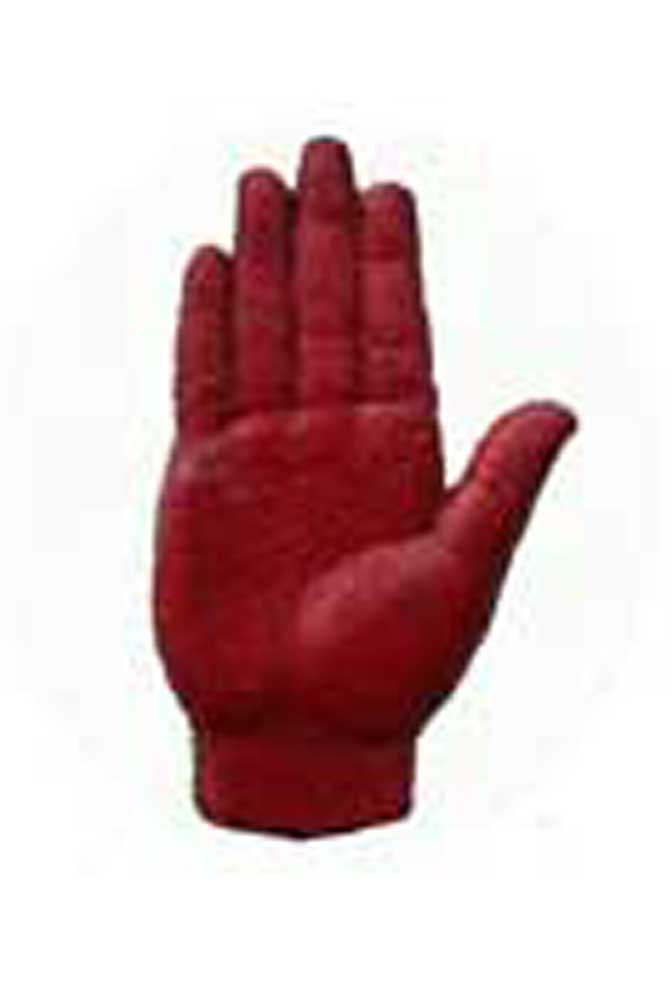
Symbole Red hand

Les Red Hand Defenders (français : Défenseurs de la Main rouge, RHD) sont un groupe paramilitaire loyaliste nord-irlandais apparu en 1998. Son origine est incertaine, étant soit un prête-nom de la Loyalist Volunteer Force et de l'Ulster Defence Association, soit un groupe formé de dissidents opposés à l'Accord du Vendredi saint de ces deux organisations. Les Orange Volunteers seraient peut-être constitués des mêmes personnes que les RHD. L'organisation est placée sur la liste officielle des organisations terroristes des États-Unis, du Canada et du Royaume-Uni et l'était jusqu'en 2009 sur celle de l'Union européenne mais n'apparait plus en 2010.